# Rio Jatuarana (vattendrag i Brasilien, Amazonas)
Rio Jatuarana är ett vattendrag i Brasilien.   Det ligger i delstaten Amazonas, i den centrala delen av landet, 1 700 km nordväst om huvudstaden Brasília.
I omgivningarna runt Rio Jatuarana växer i huvudsak städsegrön lövskog. Trakten runt Rio Jatuarana är nära nog obefolkad, med mindre än två invånare per kvadratkilometer.